# Namphanion
Namphanion (auch: Namphamum; † angeblich 180 in Madauros) war ein legendärer christlicher Märtyrer und Heiliger, dessen historische Existenz jedoch zweifelhaft ist.
Namphanion stammte der Legende zufolge aus Karthago und sei gemeinsam mit 27 Glaubensgenossen, die alle punische Namen trugen, in Madauros in Numidien hingerichtet worden. Allerdings bezweifelt bereits der Heilige Augustinus von Hippo, dass ein solches Martyrium tatsächlich stattgefunden habe, da ihm die angeblichen Märtyrer völlig unbekannt seien, und auch die Bollandisten gingen davon aus, dass Namphanions Martyrium nicht authentisch ist. Dennoch wurde dem Namphanion der Titel eines Erzmärtyrers verliehen und es existiert auch ein Heiligenkult um ihn mit einem Gedenktag am 4. Juli.